# Liste der Kellergassen in Altlichtenwarth
Die Liste der Kellergassen in Altlichtenwarth führt die Kellergassen in der niederösterreichischen Gemeinde Altlichtenwarth an. Die meisten Keller der Gemeinde befinden sich im großen Kellerviertel am Silberberg, aber es gibt auch einige andere, kleinere Kellergassen im Ort.
| Foto |                 | Kellergasse           | Standort                     | Beschreibung |
| ---- | --------------- | --------------------- | ---------------------------- | --- |
| ja   | Datei hochladen | Bogengasse            | KG: Altlichtenwarth Standort | An der Außenseite der 100 Meter langen halbkreisförmigen Gasse befinden sich etwa 7 Keller und ein paar Wohngebäude. Anmerkung: Schmidbaur fasste Mühlberggasse und Bogengasse zu einem Kellergassensystem von 30 Gebäuden auf einer Länge von 300 Metern zusammen; die älteste Datierung stammte aus 1876.                                                                                 |
| BW   | Datei hochladen | Kellergasse/Kirchberg | KG: Altlichtenwarth Standort | In der gut 100 Meter langen Kellergasse in Hanglage nordöstlich der Kirche befinden sich neben einigen Wohnhäusern etwa 8 Keller. Anmerkung: Von Schmidbaur nicht erwähnt. |
| ja   | Datei hochladen | Mühlberggasse         | KG: Altlichtenwarth Standort | Eine Reihe von etwa 15 Kellern erstreckt sich einseitig über eine Länge von 150 Metern. Anmerkung: Schmidbaur fasste Mühlberggasse und Bogengasse zu einem Kellergassensystem von 30 Gebäuden auf einer Länge von 300 Metern zusammen; die älteste Datierung stammte aus 1876. |
| ja   | Datei hochladen | Schillergasse         | KG: Altlichtenwarth Standort | Die Kellergasse ist eine Einzelkellergasse in Hang- sowie Hohlweglage. Sie besteht aus 10 Gebäuden und hat eine Länge von 150 Metern. |
| ja   | Datei hochladen | Silberberg/Kellerberg | KG: Altlichtenwarth Standort | Das beidseitig bebaute Kellergassensystem in Hanglage, das als Sehenswürdigkeit gilt, besteht aus 141 Gebäuden in sieben übereinanderliegenden Gassen und hat eine Länge von 2.000 Metern. Die älteste Datierung geht auf das Jahr 1876 zurück. Am Fuß des großen Kellerviertels, gleich hinter der Pfarrkirche, beherbergt der Pforakella (Pfarrerkeller) die Vinothek des Weinbauvereins. |

| Foto:                    | Fotografie der Kellergasse (Gesamtheit). Klicken des Fotos erzeugt eine vergrößerte Ansicht. Daneben finden sich zwei Symbole: \| Weitere Bilder vorhanden \| Das Symbol bedeutet, dass weitere Fotos des Objekts verfügbar sind. Durch Klicken des Symbols werden sie angezeigt. \| \| Eigenes Foto hochladen \| Durch Klicken des Symbols können weitere Fotos des Objekts in das Medienarchiv Wikimedia Commons hochgeladen werden. \| |
| Name:                    | Bezeichnung der Kellergasse |
| Standort:                | Es ist die Katastralgemeinde (KG) angegeben. Durch Aufruf des Links Standort wird die Lage der Kellergasse in verschiedenen Kartenprojekten angezeigt. |
| Beschreibung             | Kurze Beschreibung der Kellergasse |
| Weitere Bilder vorhanden | Das Symbol bedeutet, dass weitere Fotos des Objekts verfügbar sind. Durch Klicken des Symbols werden sie angezeigt. |
| Eigenes Foto hochladen   | Durch Klicken des Symbols können weitere Fotos des Objekts in das Medienarchiv Wikimedia Commons hochgeladen werden. |